# Circonscription de Wonchi
La circonscription de Wonchi est une des 177 circonscriptions législatives de l'État fédéré Oromia, elle se situe dans la Zone Sud-ouest Shoa. Sa représentante actuelle est Beqelech Tesfaye Hirtsesa.